# Гамма (ураган)
Ураган «Гамма» (англ. Hurricane Gamma)  –  мощный ураган 1 категории, который принес проливные дожди, наводнения и оползни на полуостров Юкатан в начале октября 2020 года. Двадцать пятая депрессия и двадцать четвёртый названный шторм чрезвычайно активного сезона ураганов в Атлантике 2020 года.
После образования Гаммы в некоторых частях Мексики на полуострове Юкатан были выпущены  предупреждения о тропическом циклоне, и тысячи людей были эвакуированы. Гамма привела к сильным ветрам, проливным дождям, внезапным наводнениям и оползням в регионе. Подтверждено как минимум семь смертельных случаев. Районы, пораженные штормом, пострадали от более сильного урагана «Дельта» через четыре дня обрушился на берег.

## Метеорологическая история

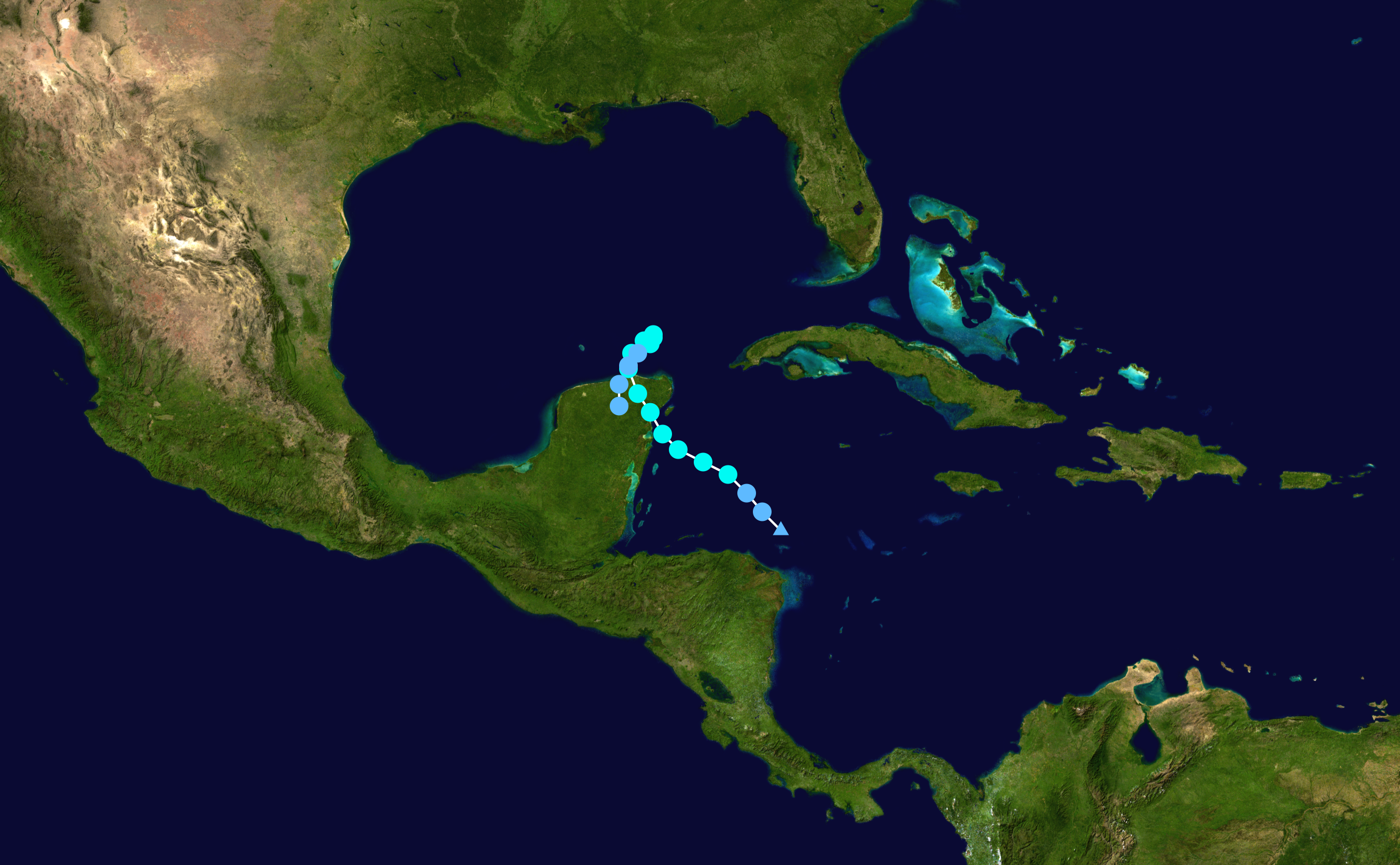
Карта пути и интенсивности Тропического шторма Гамма по шкале Саффира — Симпсона

29 сентября Национальный центр по ураганам начал отслеживать тропическую волну над Малыми Антильскими островами на предмет потенциального развития, когда она продвигалась в западную часть Карибского бассейна. Он медленно продвигался на запад и оставался очень широким и неорганизованным в течение нескольких дней. Приближаясь к побережью Гондураса 1 октября, волна породила широкую область низкого давления и начала быстро формироваться над необычно теплыми водами западной части Карибского моря. К 15:00 UTC 2 октября минимум стал достаточно организованным, чтобы его можно было обозначить как Тропическая депрессия двадцать пять. Система продолжала организовываться и была усилена до уровня тропического шторма в 00:00 UTC 3 октября, став самым ранним 24-м тропическим или субтропическим атлантическим штормом за всю историю наблюдений, превзойдя старую отметку 27 октября, установленную ураганом Бета в 2005 году. После этого Гамма начала быстро усиливаться, достигнув уровня чуть ниже силы урагана, поскольку начал формироваться глаз в 15:00 UTC 3 октября. В 16:45 UTC того же дня Гамма достигла берега возле Тулума, Кинтана Ру, Мексика, с максимальной интенсивностью ветра 70 миль в час (110 км / ч) и минимальным центральным давлением 980 мбар (28,94 дюйма ртутного столба), что было необычно низким для тропического шторма. Тем не менее, NHC отметил, что Гамма была очень близка к силе урагана во время выхода на берег.
После выхода на сушу, Гамма ослабла, прежде чем выйти в Мексиканский залив с ветрами скоростью 50 миль в час (80 км / ч) и центральным давлением 995 мбар (29,4 дюйма ртутного столба) 4 октября. Гамма впоследствии снова усилилась до 60 миль в час (97 км / ч) около полудня, хотя это оказалось недолгим, поскольку её центральное давление увеличилось, а скорость ветра уменьшилась. Поскольку гамма остановилась, быстрое увеличение сдвига ветра к тому вечеру разъединило центральную конвекцию, заставив её сместиться дальше на восток, чем первоначально прогнозировалось. Гамма начала ослабевать вскоре после этого, когда повернула на юго-запад. К 21:00 UTC 5 октября Гамма была полностью лишена какой-либо конвекции и была понижена до тропической депрессии в 21:00. Шесть часов спустя шторм стал посттропическим.  Рано 7 октября остатки Гаммы были поглощены циркуляцией  Урагана Дельта , когда Дельта прошла через полуостров Юкатан и вошла в Мексиканский залив.

## Подготовка и последствия

### Мексика

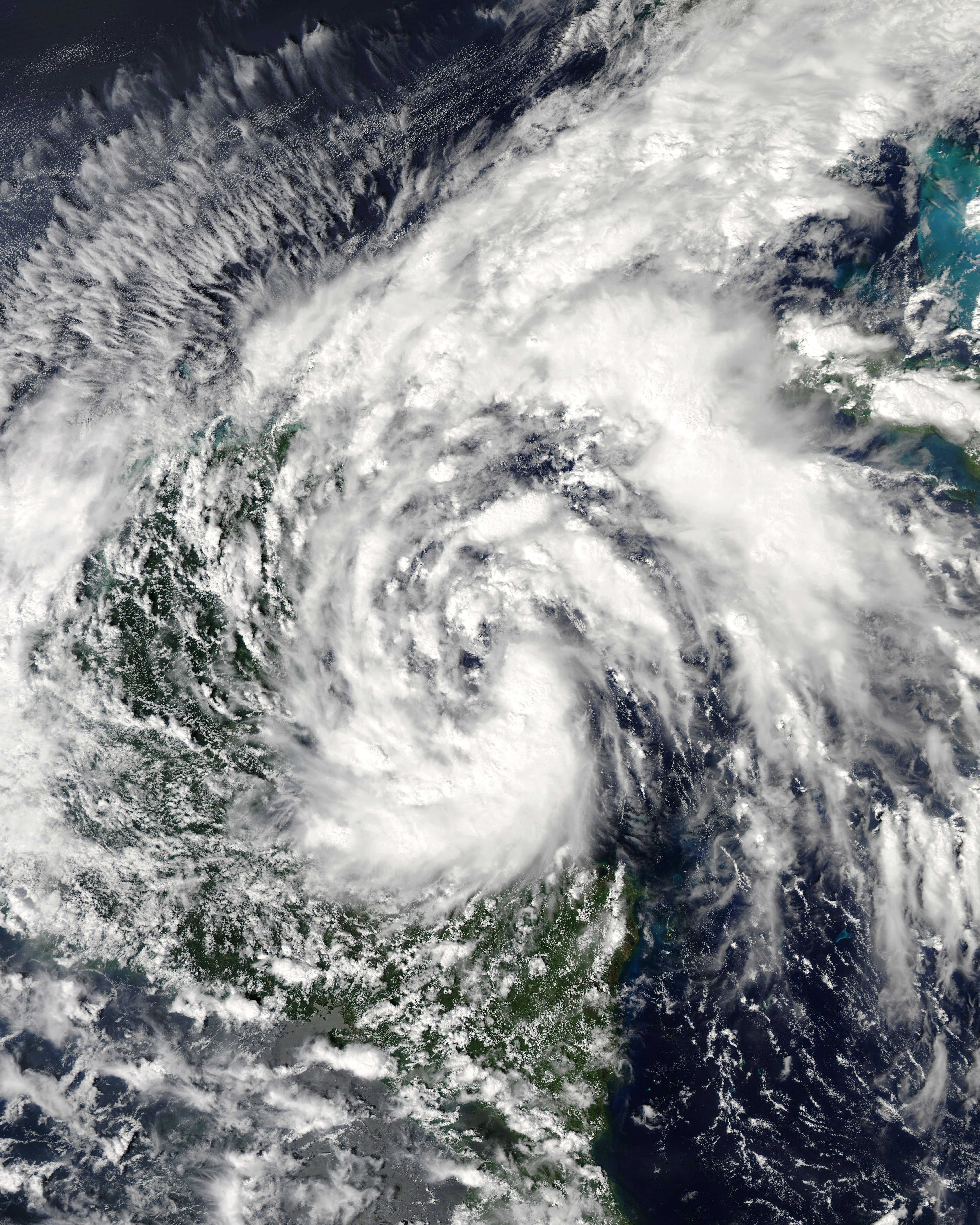
Тропическая депрессия 25 вскоре после образования над Гондурасским заливом 2 октября

Предупреждения были выпущены для северо-восточной части полуострова Юкатан, когда 2 октября когда гамма усилилась больше, чем первоначально прогнозировалось, предупреждения об урагане были выпущены для небольшой части мексиканского побережья в рамках подготовки к тому, что гамма выйдет на побережье в виде урагана. В Кинтана-Роо 40 человек в Тулуме эвакуированы в убежища. Было отменено множество рейсов в международном аэропорту Канкуна и на острове Косумель. В Табаско около 3400 человек были эвакуированы в убежища.
Метеостанция в парке Ксел-Ха к северу от точки выхода на берег в Тулуме сообщила о ветре со скоростью 55 миль в час (89 км/ч) и порывах до 68 миль в час (109 км/ч) примерно во время выхода на берег. По крайней мере 6 человек погибли и тысячи были эвакуированы на юго-востоке Мексики после того, как тропический шторм Гамма обрушился на полуостров Юкатан. Четыре из них, в том числе двое детей, погибли  в Чьяпасе после того, как оползень засыпал дом. Два других случая  произошли в Табаско после того, как один человек был унесен наводнением, а другой утонул. Другая причина смерти не была указана, в результате чего общее количество смертей достигло семи. Кроме того, в Табаско в общей сложности 5000 человек.были перемещены в убежище из-за шторма.

### Флорида
Влага, связанная с штормом, перемещалась над американским штатом Флорида, где за несколько дней до шторма выпало 180 мм осадков. На Каймановых островах выпали умеренные и сильные дожди, вызвавшие наводнения в некоторых низменных районах. Сильные дожди также затронули запад Кубы, где на отдельные участки выпало 6 дюймов (150 мм) общего количества осадков.